# Армантьер-сюр-Урк
Армантье́р-сюр-Урк (фр. Armentières-sur-Ourcq) — коммуна во Франции, находится в регионе Пикардия. Департамент коммуны — Эна. Входит в состав кантона Виллер-Котре. Округ коммуны — Шато-Тьерри.
Код INSEE коммуны — 02023.

## Население
Население коммуны на 2010 год составляло 98 человек.
| 1962 | 1968 | 1975 | 1982 | 1990 | 1999 | 2010 |
| ---- | ---- | ---- | ---- | ---- | ---- | ---- |
| 108  | 76   | 76   | 74   | 85   | 105  | 98   |

## Экономика
В 2010 году среди 70 человек трудоспособного возраста (15—64 лет) 54 были экономически активными, 16 — неактивными (показатель активности — 77,1 %, в 1999 году было 63,8 %). Из 54 активных жителей работали 50 человек (28 мужчин и 22 женщины), безработных было 4 (2 мужчин и 2 женщины). Среди 16 неактивных 6 человек были учениками или студентами, 3 — пенсионерами, 7 были неактивными по другим причинам.